# Stains
Stains is een gemeente in het Franse departement Seine-Saint-Denis (regio Île-de-France). De gemeente telde 40.600 inwoners op 1 januari 2022. De plaats maakt deel uit van het arrondissement Saint-Denis.

## Geografie
De oppervlakte van Stains bedroeg op 1 januari 2022 5,39 vierkante kilometer; de bevolkingsdichtheid was toen 7.532,5 inwoners per km².
De onderstaande kaart toont de ligging van Stains met de belangrijkste infrastructuur en aangrenzende gemeenten.

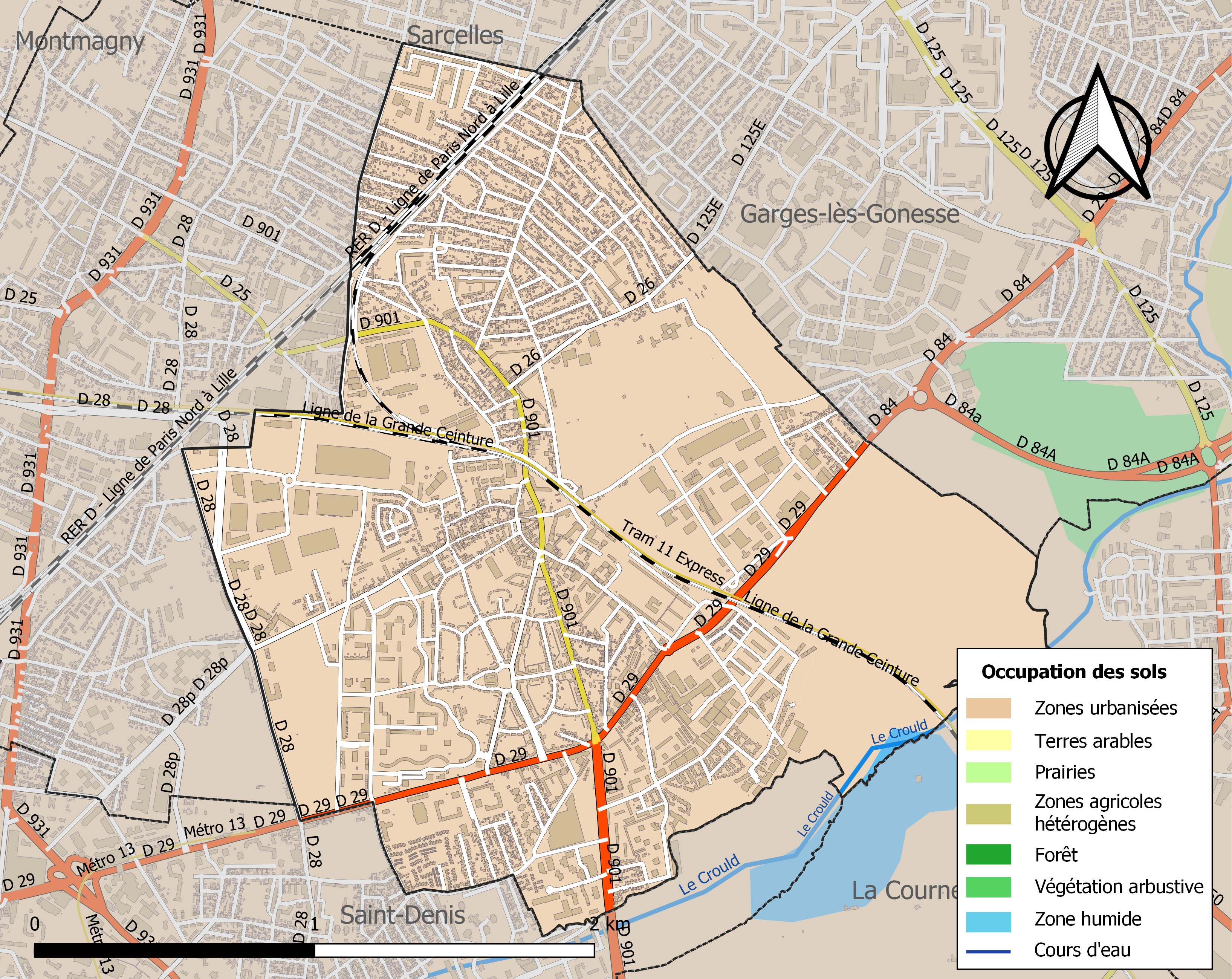

## Demografie
Onderstaande figuur toont het verloop van het inwonertal (bron: INSEE-tellingen).

## Geboren
- Saël Kumbedi (2005), voetballer